# Candle in the Wind 1997
Pour la version originale, voir Candle in the Wind.
Singles de Elton John
Live Like Horses
(1997) Recover Your Soul
(1997)
Candle in the Wind 1997 est une reprise de Candle in the Wind, enregistré en hommage à la princesse Diana. Sortie en 1997, la chanson est numéro 1 au Royaume-Uni ainsi que dans la plupart des autres pays.
Le Livre Guinness des records indique que Candle in the Wind 1997 est le single le plus vendu « depuis que les classements existent »

## Informations
Le 31 août 1997, la princesse Diana meurt dans un accident de voiture à Paris. La nouvelle choque énormément Elton John qui est très ami avec la princesse. Il avait par ailleurs perdu un autre de ses amis plus tôt cet été-là, le créateur de mode Gianni Versace. Ces deux décès font sombrer le chanteur dans une profonde dépression. Il ne veut même pas participer aux funérailles à cause du traumatisme émotionnel subi. Cependant, il décide d'y assister après avoir reçu de nombreux messages de soutien de la part de ses autres amis. Remontant peu à peu la pente, il décide de rendre hommage à Diana. Il contacte Bernie Taupin, qui a écrit la plupart de ses chansons. En raison du peu de temps disponible, il leur parait impossible d'écrire une nouvelle chanson. Ils décident donc de réécrire les paroles de Candle in the Wind. Ils joignent George Martin qui aida à produire la chanson et ajoute un quatuor de cordes et de bois pour aider à équilibrer la chanson. La première ligne est désormais « Goodbye England's rose' ». Elton John chante Candle in the Wind 1997 pour la seule et unique fois aux funérailles de Diana à l'abbaye de Westminster, le 6 septembre 1997. En effet, bien qu'il continue à chanter la version originale de 1973 durant ses concerts, il a toujours refusé de chanter à nouveau la version de 1997 en public. Il a même rejeté cette proposition pour le concert en l'honneur de Diana, le 1er juillet 2007, bien qu'il ait clamé ne jamais la chanter sauf en cas de demande des fils de la princesse. La chanson n'a jamais été rééditée dans un album ou une compilation.

## Ventes
La chanson étant un hommage à Diana et le nombre de commandes étant déjà très important avant même la sortie du single, de nombreux analystes s'attendaient à voir la chanson s'attribuer la première place des ventes prestement, mais le résultat s'est avéré au-delà de leurs espérances. Sortie le 13 septembre 1997, la chanson se vend extrêmement rapidement : 685 000 copies s'écoulent en un seul jour au Royaume-Uni et plus d'1,5 million en une semaine. Le single restera numéro 1 pendant 5 semaines, et se vendra à près de 5 millions d'exemplaires au Royaume-Uni, s'emparant du record de Band Aid du single le plus vendu au Royaume-Uni avec Do They Know It's Christmas ?, vieux de 13 ans.
La réaction aux États-Unis est sensiblement la même : Candle in the Wind 1997 devient la 7e chanson débutant en 1re place des ventes et se vend à plus d'un million de copies la première semaine. Le single reste en tête des ventes durant 14 semaines, un record pour un artiste masculin solo. Au total, il s'en est vendu environ 11 millions de copies aux États-Unis, ce qui en fait le single le plus récompensé des États-Unis (il est certifié 11 fois disque de platine).
Ce succès se fait aussi sentir dans la plupart des autres pays du monde. Au Canada, Candle in the Wind 1997 reste trois ans dans le top 20 des ventes, dont 46 semaines au sommet. D'un point de vue mondial, plus de 33 millions de disques ont été vendus, ce qui en fait le deuxième single le plus vendu au monde. On estime qu'au pic des ventes, près de six copies du single étaient vendues par seconde.
Tous les bénéfices des droits d'auteur et de compositeur ont été reversés à la fondation de la princesse Diana.

## Classements
| Classements et pays (1997) | Meilleure position |
| -------------------------- | ------------------ |
| Royaume-Uni                | 1                  |
| États-Unis                 | 1                  |
| Australie                  | 1                  |
| Canada                     | 1                  |
| Colombie                   | 1                  |
| Irlande                    | 1                  |
| Japon                      | 1                  |
| Autriche                   | 1                  |
| Suède                      | 1                  |
| Suisse                     | 1                  |
| France                     | 1                  |
| Finlande                   | 1                  |
| Norvège                    | 1                  |
| Pays-Bas                   | 1                  |
| Belgique                   | 1                  |

## Récompenses
États-Unis :  11 × Platine (11 000 000)

 Royaume-Uni :  9 × Platine (4 950 000)

 Allemagne :  9 × Platine (4 500 000)

 France :  Diamant (2 000 000)

 Canada :  Diamant (1 900 000)

 Australie :  14 × Platine (980 000)

 Japon :  2 × Platine (200 000)

 Suisse :  Platine (450 000)

 Espagne : 4 Platine (200 000)

 Pays-Bas :  6 × Platine (450 000)

 Autriche :  6 × Platine (300 000)

 Brésil :  Platine (250 000)

 Mexique :  Or (30 000)

 Norvège :  8 × Platine (80 000)

 Finlande :  Platine (54 225)

## Dans la culture populaire
La chanson est parodiée dans l'épisode des Simpson Funeral for a Fiend, en référence à une autre chanson d'Elton John, Funeral For a Friend (en), où Krusty le clown chante cette chanson mais avec d'autres paroles durant les obsèques de Tahiti Bob.